# Calcifibrospongia actinostromarioides
Calcifibrospongia actinostromarioides är en svampdjursart som beskrevs av Hartman 1979. Calcifibrospongia actinostromarioides ingår i släktet Calcifibrospongia och familjen Calcifibrospongiidae.
Artens utbredningsområde är havet kring Bahamas. Inga underarter finns listade i Catalogue of Life.